# ماثيو غنت
ماثيو غنت (بالإنجليزية: Matthew Ghent) هو لاعب كرة قدم بريطاني في مركز حراسة المرمى، ولد في 5 سبتمبر 1980 في Burton upon Trent ‏ في المملكة المتحدة. شارك مع منتخب إنجلترا تحت 16 سنة لكرة القدم ومنتخب إنجلترا تحت 18 سنة لكرة القدم. أما مع النوادي، فقد لعب مع أستون فيلا وفوريست غرين ونادي بارنسلي ونادي تاموورث ونادي لينكولن سيتي.

## وصلات خارجية
- ماثيو غنت على موقع قاعدة بيانات كرة القدم.إي يو (الإنجليزية)
- ماثيو غنت على موقع Soccerbase.com (لاعب) (الإنجليزية)